# Жданов Юхим Опанасович
Жданов Юхим Опанасович (1912—1949) — старший лейтенант Радянської Армії, учасник Другої світової війни, Герой Радянського Союзу (1943).

## Біографія
Юхим Жданов народився 7 січня 1912 року в селищі Колпашево Кетської волості Томського повіту (нині місто в Томській області). Здобув початкову освіту.
У 1934—1937 роках проходив службу в Робочо-селянській Червоній Армії. У січні 1942 року Жданов повторно був призваний до армії. З березня 1943 — на фронтах Другої світової війни. До вересня 1943 року гвардії лейтенант Юхим Жданов командував взводом пішої розвідки 267-го гвардійського стрілецького полку 89-ї гвардійської стрілецької дивізії 37-ї армії Степового фронту. Відзначився під час битви за Дніпро.
29 вересня 1943 року Жданов із передовою групою переправився через Дніпро у районі села Келеберда Кременчуцького району Полтавської області Української РСР та взяв активну участь у захопленні плацдарму на його західному березі. Захопивши кілька гармат і кулеметів, група успішно відбила кілька німецьких контратак, підбивши танк, придушивши чотири кулеметні точки і знищивши близько двох взводів німецької піхоти.
Указом Президії Верховної Ради СРСР від 20 грудня 1943 року за «зразкове виконання бойових завдань командування на фронті боротьби з німецькими загарбниками і виявлені при цьому мужність і героїзм» гвардії лейтенант Юхим Жданов був удостоєний високого звання Героя Радянського Союзу Зірка" за номером 1451.
У 1947 році у званні гвардії старшого лейтенанта Юхим Жданов був звільнений у запас. Повернувся до Колпашевого, працював на електростанції. Потонув при виконанні службових обов'язків 30 липня 1949 року.
Був також нагороджений орденом Вітчизняної війни 1-го ступеня та рядом медалей.
На честь Жданова названо вулицю і встановлено погруддя в Колпашево.